# 345972 Rufin
345972 Rufin è un asteroide della fascia principale. Scoperto nel 2007, presenta un'orbita caratterizzata da un semiasse maggiore pari a 2,7652658 au e da un'eccentricità di 0,0821667, inclinata di 0,61901° rispetto all'eclittica.